# Still Reigning
A Still Reigning a Slayer nevű zenekar koncertvideója, amelyet 2004-ben adtak ki. A felvétel gerincét a Reign in Blood album adja, melynek az összes számát eljátsszák úgy, ahogy a lemezen fel van véve. A hasonló néven futó turné Augusta-i állomásán vették fel Maine államban a koncertet 2004. július 11-én.

## Dalok
1. Angel Of Death
2. Piece By Piece
3. Necrophobic
4. Altar Of Sacrifice
5. Jesus Saves
6. Criminally Insane
7. Reborn
8. Epidemic
9. Postmortem
10. Raining Blood
11. War Ensemble
12. Hallowed Point
13. Necrophiliac
14. Mandatory Suicide
15. Spill The Blood
16. South Of Heaven
17. Bonus Material

## Közreműködők
- Tom Araya – basszusgitár, ének
- Jeff Hanneman – gitár
- Kerry King – gitár
- Dave Lombardo – dob
- Arthur Gorson – Producer
- Dean Karr – Rendező